# Mi d'Andròmeda
Mi d'Andròmeda (μ Andromedae) és una estrella de la constel·lació d'Andròmeda. Està aproximadament a 136 anys llum de la Terra.
Mi d'Andròmeda és una estrella blanca del tipus A de la seqüència principal amb una magnitud aparent de +3,86.

## Localització
La localització d'Andròmeda es mostra a la següent il·lustració:

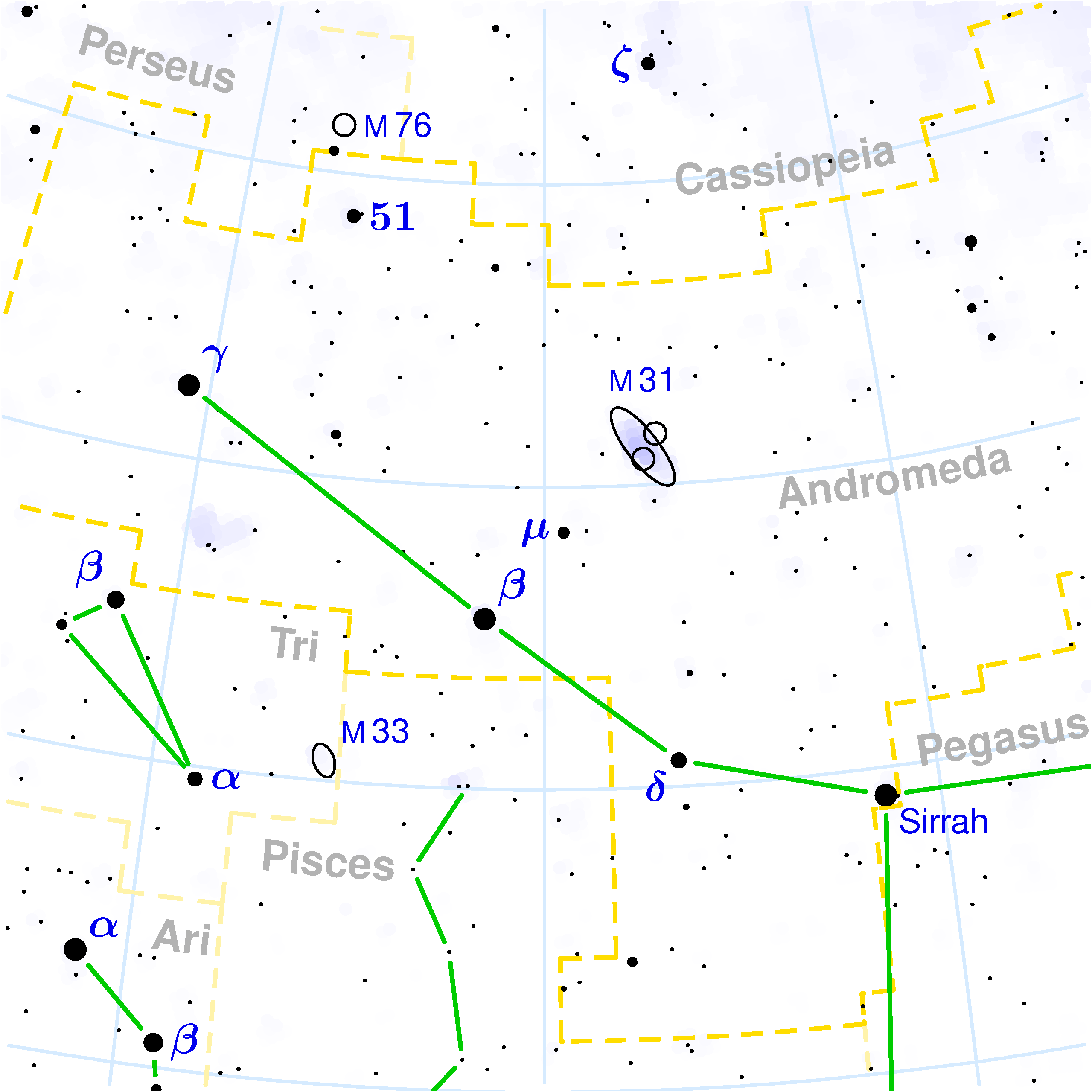
La constel·lació d'Andròmeda